# Film kostiumowy

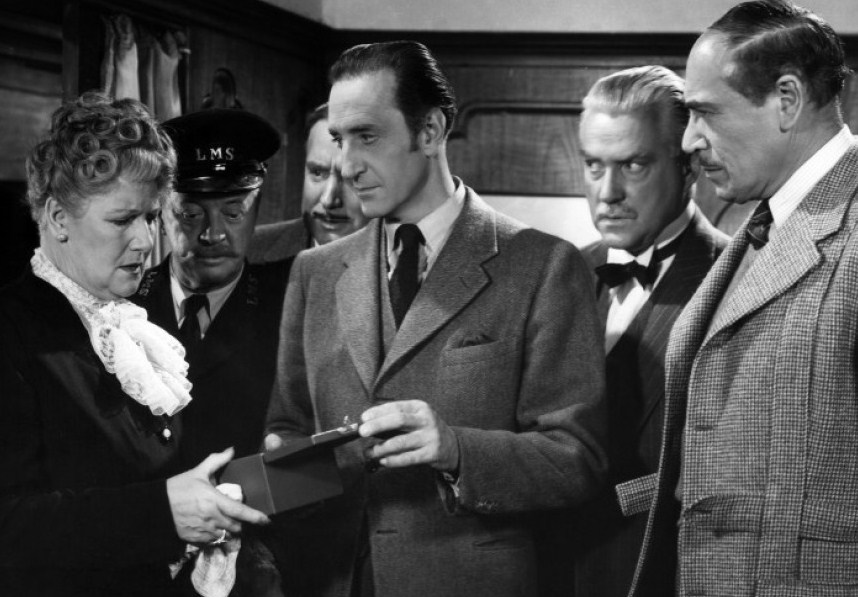
Kadr z filmu kostiumowego

Film kostiumowy – gatunek filmów odwzorowujących daną epokę historyczną poprzez użycie charakterystycznych dla niej dekoracji i strojów; termin „film kostiumowy” odnosi się głównie do produkcji zawierających fikcyjnych bohaterów, co odróżnia je od tzw. filmów historycznych, których głównymi bohaterami są postacie historyczne.

## Historia
Filmy kostiumowe istniały od zarania sztuki filmowej, przede wszystkim jako adaptacje sztuk teatralnych i dzieł literackich; w epoce kina niemego powstały takie dzieła, jak Madame Dubarry (1919) czy Pan Tadeusz (1928).
Od czasów powstania kina dźwiękowego nastąpił bujny rozwój filmu kostiumowego; w latach 40. i 50. XX wieku sukces odnosiły adaptacje sztuk szekspirowskich autorstwa Laurence'a Oliviera i Orsona Wellesa, pojawiały się też liczne ekranizacje dzieł literackich takich, jak Duma i uprzedzenie, Trzej muszkieterowie czy Wojna i pokój (kanoniczne filmy autorstwa Kinga Vidora i Siergieja Bondarczuka). Osobną tradycję filmu kostiumowego wytworzyła kinematografia japońska z czołowymi dziełami Siedmiu samurajów oraz Tron we krwi autorstwa Akiry Kurosawy. W Polsce przełomu lat 60. i 70. popularność zdobyły ekranizacje Trylogii Sienkiewicza autorstwa Jerzego Hoffmana (Pan Wołodyjowski, Potop). W Wielkiej Brytanii nową formułę filmu kostiumowego, stawiającą na aspekt komediowy, zaproponował Tony Richardson filmem Przygody Toma Jonesa (1963); tam też w latach 80. i 90. XX wieku kultywowana była tradycja tzw. heritage films, między innymi dzięki działalności Jamesa Ivory'ego. Rok 1988 to przede wszystkim nagradzane Oscarami Niebezpieczne związki autorstwa Stephena Frearsa. Na przełomie wieków ukazały się wystawne chińskie filmy kostiumowe eksponujące sztuki walki, między innymi Przyczajony tygrys, ukryty smok w reżyserii Anga Lee oraz Dom latających sztyletów autorstwa Zhanga Yimou.